# أربد بن حميرة
أربد بن حميرة صحابي بدري، من بني أسد بن خزيمة، كان حليفًا لبني عبد شمس بن عبد مناف في الجاهلية. أسلم وهاجر إلى الحبشة، ثم إلى يثرب، وشارك مع النبي محمد في غزوة بدر.